# Alvações do Corgo
Alvações do Corgo é uma povoação portuguesa sede da Freguesia de Alvações do Corgo do Município de Santa Marta de Penaguião, freguesia com 4,22 km² de área e 405 habitantes (censo de 2021), tendo, por isso, uma densidade populacional de 96 hab./km². 
É a única freguesia do seu município que se situa na margem esquerda do rio Corgo.

## Demografia
A população registada nos censos foi:
| Distribuição da População por Grupos Etários | Distribuição da População por Grupos Etários | Distribuição da População por Grupos Etários | Distribuição da População por Grupos Etários | Distribuição da População por Grupos Etários |
| -------------------------------------------- | -------------------------------------------- | -------------------------------------------- | -------------------------------------------- | -------------------------------------------- |
| Ano                                          | 0-14 Anos                                    | 15-24 Anos                                   | 25-64 Anos                                   | > 65 Anos                                    |
| 2001                                         | 78                                           | 75                                           | 291                                          | 131                                          |
| 2011                                         | 44                                           | 50                                           | 259                                          | 124                                          |
| 2021                                         | 36                                           | 33                                           | 208                                          | 128                                          |

## Património
- Igreja Matriz de Alvações do Corgo;
- Capela da Senhora da Conceição, da Azinheira;
- Capela de São Paio;
- Marco granítico n.º 71;
- Marco granítico n.º 72.